# Réserve naturelle d'Akersvannet
La réserve naturelle d'Akersvannet  est une réserve naturelle norvégienne qui est située dans les municipalités de Tønsberg et Sandefjord, dans le comté de Vestfold.

## Description
La réserve naturelle de 2,32 km2 a été créée en 1981. Elle comprend le lac d'Akersvannet et sa zone périphérique. La zone est à la frontière entre les municipalités de Sandefjord et de Tønsberg. La zone de conservation totalise 2,52 km², dont 2,33 (92,6 %) sont de l'eau.
Son but est de préserver une zone humide importante dans son état naturel et protéger une avifaune particulièrement riche et intéressante, la végétation et d'autres espèces sauvages si elles sont naturellement associées à la zone.
Environ 200 espèces d'oiseaux ont été observées dans la réserve naturelle. Plusieurs sont rares ou en voie de disparition.